# Vitalijus Mitrofanovas
Vitalijus Mitrofanovas (*  1. Mai 1971 in Ramučiai, Rajongemeinde Akmenė) ist ein litauischer sozialdemokratischer Politiker, Bürgermeister von Akmenė.

## Leben
1993 absolvierte er das Diplomstudium als Ingenieur an der Lietuvos žemės ūkio universitetas in Kaunas und 2006 das Studium der Rechtswissenschaft an der Vilniaus universitetas in Vilnius.
1993 arbeitete er im Unternehmen AB „Naujasis kalcitas“ als Meister und 2005 als Oberspezialist in der Rajonverwaltung Akmenė. Ab 2007 war er Gehilfe des Bürgermeisters. Seit Dezember 2008 ist er Bürgermeister der Rajongemeinde Akmenė.
Seit 2001 ist er Mitglied der LSDP.